# Dominik Doleschal
Dominik Doleschal (* 9. Mai 1989 in Oberwart) ist ein österreichischer Fußballspieler.

## Karriere
Doleschal begann seine Karriere beim ASV Deutsch Tschantschendorf und später war er beim Bundesnachwuchszentrum Burgenland. Später wechselte er zu den Amateuren des SV Mattersburg. In der Saison 2007/08 kam er zum ersten Bundesligaeinsatz. Sein Debüt gab er gegen den SK Austria Kärnten am 8. März 2008, als er in der 84. Minute für Markus Schmidt eingewechselt wurde. Bisher kam er auf zwölf Bundesligaeinsätze. Beim BFV Hallenmasters wurde er 2010 zum besten Spieler des Turniers gewählt.
Nach der Saison 2016/17 verließ er Mattersburg. Nach eineinhalb Jahren ohne Verein wechselte er im Februar 2019 zum Zweitligisten SC Wiener Neustadt. Bei Neustadt kam er zu keinem Einsatz. Zur Saison 2019/20 wechselte er zur SV Oberwart mit Spielbetrieb in der viertklassigen Burgenlandliga.

## Privates
Sein Vater Karl Heinz (* 1968) war bis 2010 selbst als Fußballspieler aktiv und hatte es in den 1980er und 1990er Jahren mit dem SV Oberwart zu Einsätzen in der zweithöchsten Spielklasse des Landes gebracht. Bei seinem Debüt und dem raschen Aufstieg zum Stammspieler war er gerade einmal 16 Jahre alt.